# 林茂
林 茂（はやし しげる、1912年5月4日 - 1987年7月3日）は、日本の歴史学者。東京大学名誉教授。専門は日本政治史。

## 経歴
出生から修学期
1912年、和歌山県で生まれた。1932年に第一高等学校文科乙類を卒業し、東京帝国大学法学部政治学科に入学。1936年に卒業し、同大学大学院に進学した。1938年に東京帝国大学大学院を退学。
京城帝国大学へ
1942年、京城帝国大学法文学部助教授に就任。翌1943年、陸軍に臨時召集、終戦まで過ごした。
太平洋戦争後
1948年、東京大学社会科学研究所助教授に就いた。1956年、同研究所教授に昇格。1973年、東京大学を退任し、名誉教授となった。その後は神奈川大学法学部教授として教鞭をとった。1976年、津田塾大学学芸学部教授に転じた。1981年からは津田塾大学学芸学部準専任教授として1986年まで勤務。1982年から1984年にはオックスフォード大学ニッサン・インスティテュート教授でもあった。

## 著作

### 単著
- 『近代日本の思想家たち：中江兆民・幸徳秋水・吉野作造』岩波書店(岩波新書) 1958
- 『日本の歴史（25）太平洋戦争』中央公論社, 1967
林の単著とされているが、実際には大半が東京大学社会科学研究所周辺の中堅・若手研究者が分担執筆したものを林が監修したものと伝えられる（どの部分をどういった研究者が執筆したのかは書かれていない）[2]。
伊藤隆によれば[3]、伊藤と坂野潤治、古屋哲夫、大島太郎、大畑篤四郎、鳥海靖らが分担執筆、「ご本人が一行も書かないまま、その名前で刊行され」た。
  - 中公パックス, 1971年
  - 中公文庫, 1974年
  - 改版 中公文庫 2006年
- 『湯浅倉平』湯浅倉平伝記刊行会, 1969
- 『近代日本政党史研究』みすず書房, 1996

### 共編著
- 『現代日本史研究』杉山平助・尾佐竹猛・信夫清三郎・佐木秋夫・鳥井博郎・石原純共著、三笠書房, 1938
- 『現代史：日本の百年』小西四郎と共著、毎日新聞社, 1957
- 『日本終戦史（上・中・下）』安藤良雄・今井清・大島太郎著、読売新聞社, 1962
- 『人物・日本の歴史（14）戦争の時代』読売新聞社, 1966
- 『明治文学全集（13）中江兆民集』筑摩書房, 1967
- 『昭和初年』平凡社, 1975
- 『日本内閣史録』（全6巻）辻清明第一法規, 1981

### 編纂史料
- 『大正デモクラシー期の政治：松本剛吉政治日誌』岡義武共編、岩波書店, 1959
  - オンデマンド版 2012年
- 『平民新聞論説集』西田長寿共編、岩波文庫, 1961
- 『原敬日記 第6巻』原奎一郎[4]共編、福村出版, 1965-67年
  - 度々新版
- 『二・二六事件秘録』小学館（全3巻・別巻）, 1971-72